# AgustaWestland AW101
AgustaWestland AW101 — вертоліт середньої вантажопідйомності, що використовується як у військових так і в цивільних цілях. Був розроблений спільно компаніями Westland Helicopters (Велика Британія) та Agusta (Італія), точніше їх спільним підприємством EH Industries Limited (EHI), і мав індекс EH101. Згодом, пізніше після злиття розробників та створення AgustaWestland, вертоліт отримав нове позначення AW101. У збройних силах Великої Британії, Данії та Португалії, для AgustaWestland AW101 використовується також найменування Merlin. У США ліцензійна версія AW101 має позначення VH-71 Kestrel.
AgustaWestland AW101 спеціально створювався для боротьби з підводними човнами, для заміни вертольота Sikorsky SH-3 Sea King. Він поєднав у своїй конструкції чимало технічних інновацій. AW101 вміщує понад 30 осіб, може здійснювати пошуково-рятувальні операції на відстані 450 морських миль (близько 830 км) від бази та відповідає найсуворішим вимогам пошуково-рятувальних служб. На AgustaWestland AW101 встановлений великий вантажний люк, який розчиняється на 2,5 м. На португальських та данських пошуково-рятувальних вертольотах люк відкривається ще ширше, оскільки у них немає переднього каплевидного ліхтаря на правому облавку.
Вперше вертоліт піднявся в повітря 9 жовтня 1987 року. У 1997 році був укладений перший контракт на серійне виробництво вертольотів для англійської армії. 
Всього вертоліт або його модифікації вироблялися в чотирьох країнах: Великій Британії, Італії, США та Японії.
AgustaWestland AW101 є основним вертольотом Військово-морських сил Італії. У 1997 році Військово-повітряні сили Італії також замовили 12 вертольотів цього типу для заміни застарілих вертольотів Agusta-Sikorsky HH-3F Pelican. У мирний час вони виконують пошуково-рятувальну службу, а в разі війни буде виконувати аналогічні завдання у бойовій обстановці.

## Модифікації

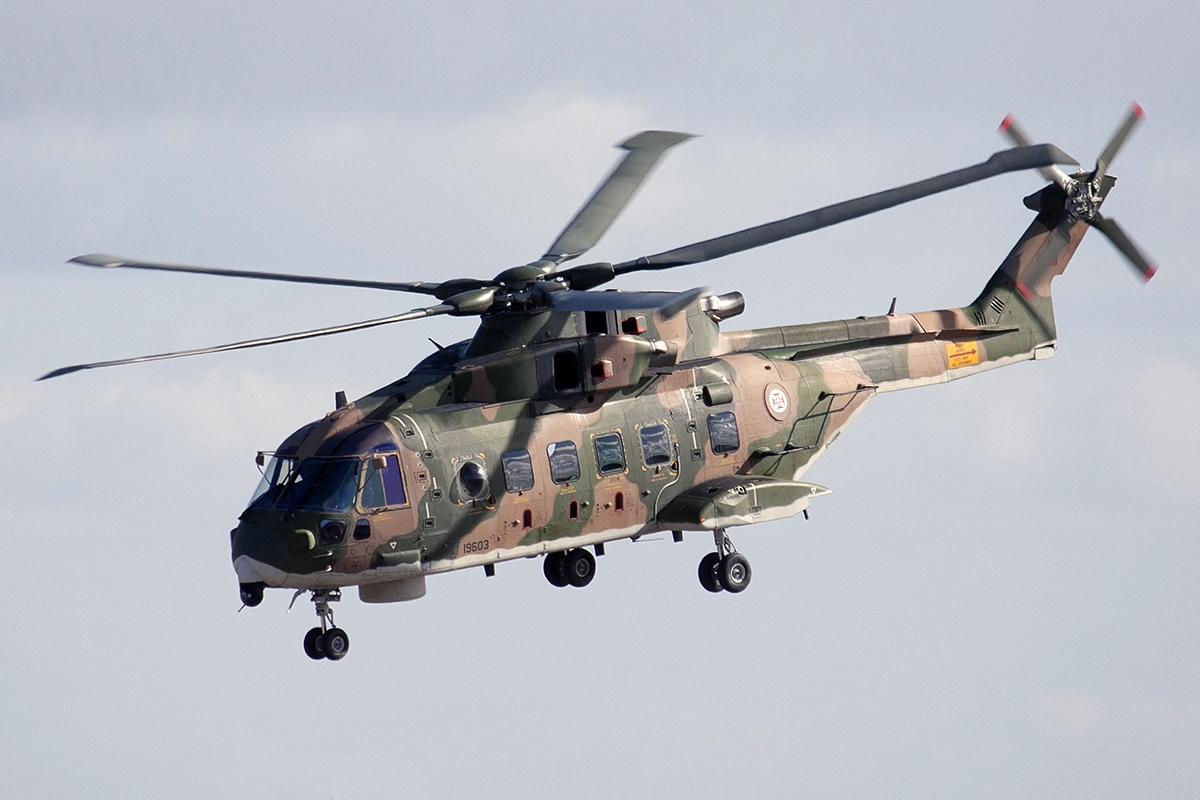
Португальський «Agusta-Westland EH-101 Merlin»

Передсерійні варіанти
- PP1 — побудований «Westland», основний прототип, перший політ 9 жовтня 1987.
- PP2 — побудований «Agusta», основний італійський прототип, перший політ 26 листопада 1987 року та використовувався для палубних випробувань, але був знищений 21 січня 1993 року через несправності гальма гвинта.
- PP3 — побудований «Westland», перший цивільний «Heliliner», використовувався для випробувань на вібрації двигунів і холодових тестів в Канаді. Судячи з усього це і є наш борт.
- PP4 — побудований «Westland» прототип для британського флоту, втрачений в інциденті 7 квітня 1995.
- PP5 — побудований Westland, вертоліт для розробки авіоніки Merlin.
- PP6 — побудований «Agusta», вертоліт для розробки варіанту для Італійського флоту, перший політ 26 квітня 1989.
- PP7 — побудований «Agusta», військово-транспортний вертоліт з задньою завантажувальною рампою.
- PP8 — побудований «Westland», цивільний прототип.
- PP9 — побудований «Agusta», військово-транспортний прототип з рампою.

Model 110 варіант ASW / ASuW для Військово-морських сил Італії, 8 побудовано. Оснащувалися двигунами T-700-GE-T6A1. Встановлено радар Eliradar APS-784 та сонар Honeywell HELRAS. Озброєні торпедами або протикорабельними ракетами Marte.

Model 111 варіант ASW / ASuW для Військово-морських сил Великої Британії, отримав позначення Merlin HM1. Оснащений двигунами RTM322 та радаром Blue Kestrel, сонаром Thomson Marconi FLASH і Orange Reaper ESM. 44 побудовано.

Model 112 вертоліт раннього попередження для Військово-морських сил Італії з таким же фюзеляжем як у Model 110 але з радаром Eliradar HEW-784 у великому надфюзеляжному обтічнику. 4 побудовано. 
Series 200 —  військово-транспортний варіант без рампи.

Series 300 Heliliner — цивільний транспорт без рампи. У 2000, British International Helicopters провели випробування з PP8, які не привели до комерційного результату. 

Series 310 — версія «Heliliner» з повним набором устаткування для роботи з нафтових платформ. не випускають.

Model 410 — транспортний варіант для Військово-морських сил Італії зі складним гвинтом та хвостовій балкою. 4 побудовано.

Model 411 — транспортний варіант для Військово-морських сил Великої Британії, позначений як Merlin HC3 покупцем, 22 побудовано.

Model 413 — вертоліт для Військово-морських сил Італії з просунутою авіонікойю.

Model 500 — цивільний транспортний варіант з задньою рампою.

Model 510 — цивільний транспортний варіант з задньою рампою, 2 побудовано. Один використовувався для Tokyo Metropolitan Police Agency і один для підтримки US101 (Lockheed Martin VH-71 Kestrel).

Model 511 — військовий вертоліт пошуку та порятунку для канадських військових, що отримав позначення CH-149 Cormorant.

Model 512 Merlin Joint Supporter — для Королівських військово-повітряних сил Данії. 8 придбані для пошуку і порятунку (512 SAR) і 6 як тактичний транспорт (512 TTT). Шість транспортів було продано RAF (як Merlin HC3As) і замінені шістьма знову побудованими Merlin.

Model 514 — вертоліт пошуку і порятунку для Повітряних сил Португалії, 6 побудовано.

Model 515 — варіант для порятунку рибалок для Повітряних сил Португалії, 2 побудовано.

Model 516 — військовий вертоліт пошуку та порятунку для Повітряних сил Португалії, 4 побудовано.

Model 518 — транспортний і протимінний варіанти для Військово-морських сил Японії, 2 побудовано.

Model 519 — президентський вертоліт для Корпусу морської піхоти США як VH-71 Kestrel, були побудовані 4 випробувальних машини та п'ять серійних.

Model 611 — бойовий варіант для пошуку і порятунку для італійських ввс. 15 замовлено. 

Model 612 — норвезький варіант для пошуку і порятунку, служив у Повітряних силах країни. Замовлено 16 шт., з можливістю збільшення на 6 більше.

Merlin HM1 — позначення Військово-морських сил Великої Британії для Model 111.

Merlin HM2 — переобладнані з новою авіоникой 30 HM1 для Військово-морських сил Великої Британії.

Merlin HC3 — позначення Військово-морських сил Великої Британії для Model 411.

Merlin HC3A — позначення Військово-морських сил Великої Британії для шести раніше Royal Danish Air Force Model 512 модернізованих до британських стандартів.

Merlin HC3i — для Військово-морських сил Великої Британії сім HC3 як проміжні до повного апгрейду до HC4.

Merlin HC4 / 4A — конверсія 25 RAF HC3 / 3A для використання RN, перший політ у листопаді 2016.Кокпіт HM2, складаний хвіст та лопаті для використання на флоті.

Merlin ASaC5 — планована конверсія 8 RN HM1 для використання на авіаносці як раннього попередження.

CH-148 Petrel — протичовновий вертоліт корабельного базування для Канади. 35 замовлено для канадських військових, пізніше зменшений до 28 і припинений в 1993.

CH-149 Chimo — вертоліт пошуку і порятунку для Канади. 15 замовлено канадськими військовими, але пізніше скасований.

CH-149 Cormorant — вертоліт пошуку і порятунку для Канади, 15 замовлено і поставлено.

Lockheed Martin VH-71 Kestrel — не отримав розвитку варіант для USMC який повинен був служити в якості президентського вертольота.

SH-101A — італійське військове позначення для варіанту MP з 2012 року.

EH-101A — італійське військове позначення для варіанту AEW з 2012 року.

UH-101A — італійське військове позначення для варіанту ASH з 2012 року.

HH-101A — італійське військове позначення для варіанту CSAR.

## Літально-технічні характеристики

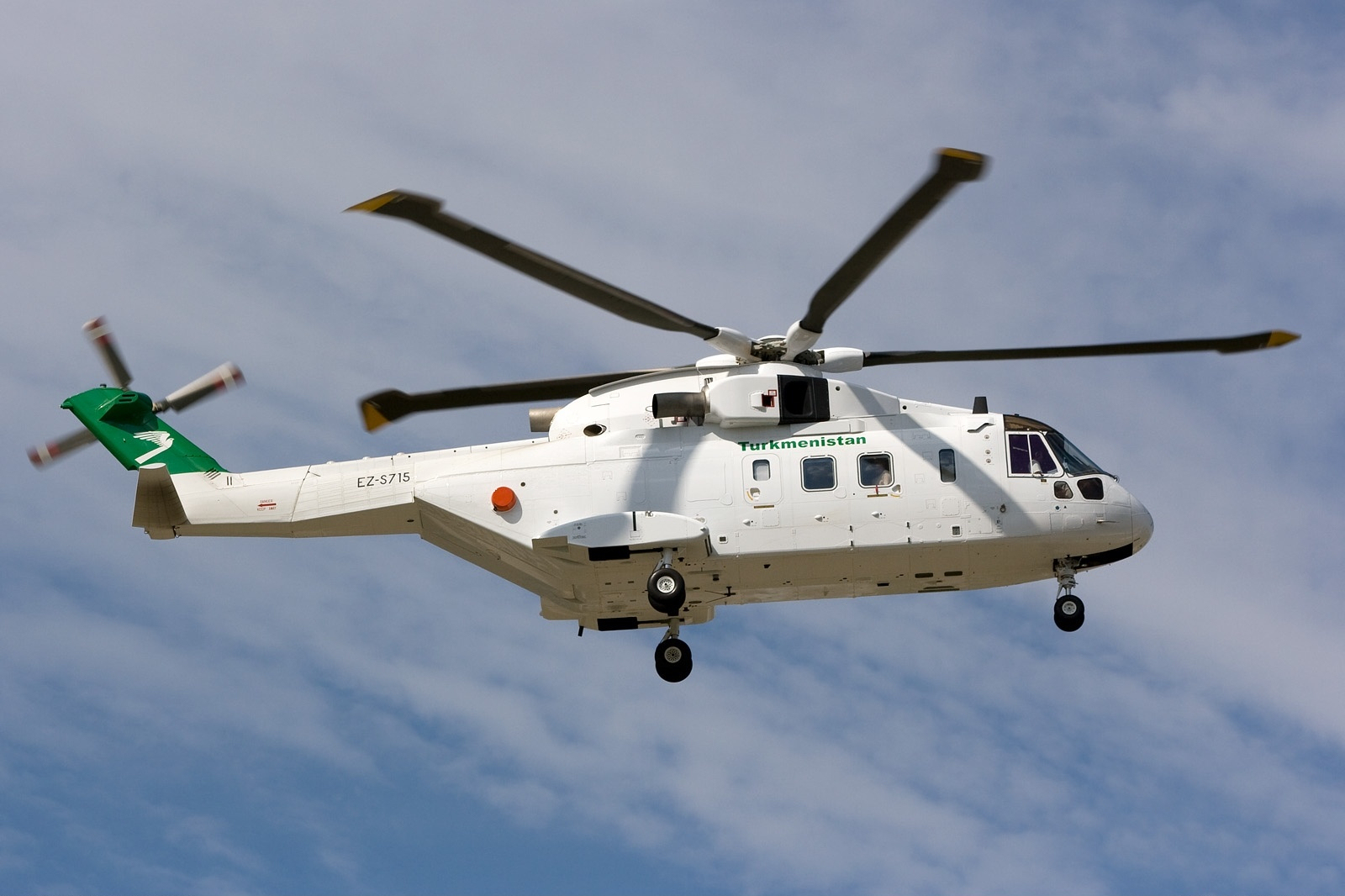
Вертоліт авіакомпанії Turkmenistan Airlines

Наведені дані для військово-транспортного варіанту Merlin HM.Mk 1(2).
Джерело: Jane's 
Основні характеристики
- Екіпаж: 1-2 особи (+2 оператора у протичовнових варіантів)
- Пасажиромісткість: 30 солдатів або 16 поранених на носилках
- Довжина: 22,8 м
- Довжина фюзеляжу: 19,53 м
- Висота: 6,62 м (з хвостовим гвинтом)
- Діаметр несучого гвинта: 18,59 м
- Діаметр кермового гвинта: 4,01 м

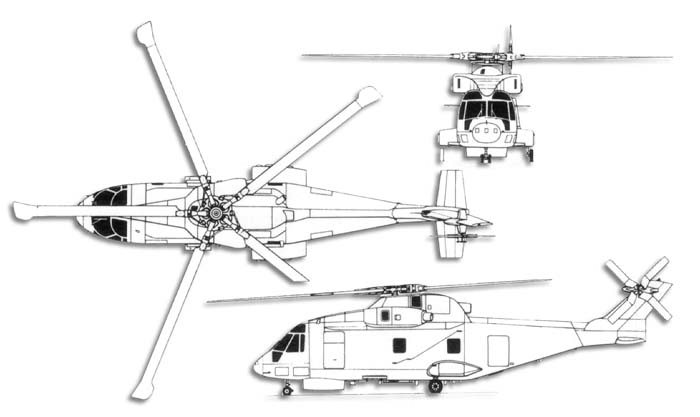

- Максимальна ширина фюзеляжу: 2,8 м (без спонсонів)

- Площа обертання несучого гвинта: 271,51 м²
- База шасі: 6,98 м
- Колія шасі: 4,55 м
- Маса порожнього: 10 500 кг
- Нормальна злітна маса: 14 600 кг
- Максимальна злітна маса: 15 600 кг
- Корисне навантаження:  
  - Маса корисного навантаження на підвісці: 5 443 кг
- Маса палива у внутрішніх баках: 3 406 кг
- Силова установка: 3 × турбовальний Rolls-Royce Turbomeca RTM322-01/08  2 100 к.с. ( 1 566 кВт (злітна))

Вантажний відсік
- об'єм : 29,0 м3
- довжина: 7,09 м
- ширина: 2,49 м

Льотні характеристики
- Крейсерська швидкість: 278 км/год
- Практична стеля: 4 575 м
- Статична стеля:  
  - із використанням ефекту землі: 2 225 м
  - без використання ефекту землі: 1 128 м
- Швидкопідйомність: 10,2 м/с

Озброєння
- Стрілецько-гарматне: до 5 кулеметів у військово-транспортних варіантів
- Бойове навантаження: 960 кг різноманітного озброєння
  - 4 × торпеди (Королівські ВМС: Mk.46; ВМС Італії: Eurotorp MU90)
- Керовані ракети: 2 × ПКР (ВМС Італії: Marte Mk.2/S)
- Некеровані ракети: можлива підвіска блоків
- Бомби: глибинні бомби (включаючи Mk.11 mod 3)